# يزيد بن قيس الأرحبي
يزيد بن قيس الأرحبي كان من عِليَة هَمْدان وكبرائها، وكان من أصحاب علي بن أبي طالب، حيث شهد معه الجَمَل وصفين والنهروان. ولاه علي بن أبي طالب شرطته، ثم ولاه بعد ذلك على الري، وهمدان، وإصفهان. وكان من شهود وصيته.

## اسمه الكامل
هو يزيد بن قيس بن تمام بن حاجب بن الأرحبي من بني صعب بن رومان من همدان، وهو من رؤساء اليمانيين الكبار. لا يوجد تاريخ واضح لمولده لكنه
أدرك النبي وسكن الكوفة.

## جهاده
اشترك في الثورة ضد عثمان، فحينما ثار أهل الكوفة على سعيد بن العاص والي عثمان على الكوفة، ذهب سعيد بن العاص إلى عثمان وأخبره خبر القوم، ثم عاد إلى الكوفة  لكن جيش مالك الأشتر بقيادة يزيد بن قيس الأرحبي، وعبد الله بن كنانة العبدي منعوه من دخول الكوفة.
ثمّ نصبوا قراء الكوفة يزيد بن قيس أميرا عليهم، وبعد أن هدأت الحال بعزل سعيد عن الكوفة، تمّ تعيين أبي موسى الأشعري أميرا للكوفة استجابة لمطاليب أهلها، فعزل يزيد.
بعد مقتل عثمان بايع علي بن أبي طالب وكان معه في حروبه. شهد موقعة الجمل. وبعدها عندما رجع علي بن ابي طالب من البصرة إلى الكوفة سنة 36 للهجرة، عيّن يزيد بن قيس أميرا على المدائن وجوخا كلّها. ثم ولاه علي شرطة الكوفة. وفي عام 37 للهجرة شارك في حرب صفين وكان أحد الذين بعثهم أمير المؤمنين إلى معاوية في حرب صفّين. ثم مال إلى الخوارج، لكن أمير المؤمنين تحدث معه وفصله عنهم. ثم ولّاه على إصفهان والري. وكان مع الإمام علي في النهروان. وبعد النهروان كان عامل الإمام على أصفهان وهَمَدان.
وتقول بعض المصادر بأنه قتل في معركة صفين عام 37 هـ ولم يشارك معركة نهروان.

## رسالة علي بن ابي طالب له
كان علي بن أبي طالب يتابع ولاته وعمّاله متابعة دقيقة وصارمة. فعندما أبطأ يزيد بن قيس الارحبي بحمل الخراج إليه من دون مبرر بعث له رسالة يسأله فيه عن سبب تأخره في تأدية حق الخراج الموجود لديه ويدعوه إلى تنزيه نفسه عن الحرام فقال:
« أمّا بَعدُ ، فَإِنّكَ أبطَأتَ بِحَملِ خَراجِكَ ، وما أدري مَا الَّذي حَمَلَكَ عَلى ذلِكَ . غَيرَ أنّي اُوصيكَ بِتَقوَى اللّه ِواُحذِّرُكَ أن تُحبِطَ أجرَكَ ، وتُبطِلَ جِهادَكَ بِخِيانَةِ المُسلِمينَ ، فَاتَّقِ اللّه َ ونَزِّه نَفسَكَ عَنِ الحَرامِ ، ولا تَجعَل لي عَلَيكَ سَبيلاً ، فَلا أجِدُ بُدّا مِنَ الإيقاعِ بِكَ ، وأعزِزِ المُسلِمينَ ولا تَظلِمِ المُعاهِدينَ وَ ابْتَغِ فِيما آتاكَ اللّه ُ الدّارَ الآخِرَةَ وَ لا تَنْسَ نَصِيبَكَ مِنَ الدُّنْيا وَ أَحْسِنْ كَما أَحْسَنَ اللّه ُ إِلَيْكَ وَ لَا تَبْغِ الْفَسَادَ فِى الْأَرْضِ إِنَّ اللّه َ لَا يُحِبُّ الْمُفْسِدِينَ»